# Rubus laxus
Rubus laxus är en rosväxtart som beskrevs av Wilhelm Olbers Focke. Rubus laxus ingår i släktet rubusar, och familjen rosväxter. Inga underarter finns listade i Catalogue of Life.